# Fantaghiro 2
Fantaghiro 2 (wł. Fantaghirò 2) – włoski telewizyjny film fantasy z 1992 roku w reżyserii Lamberto Bava. Film składa się z dwóch odcinków i stanowi drugą część serii filmowej Fantaghiro. Jest bezpośrednią kontynuacją filmu o tym samym tytule z 1991 roku. W drugiej części cyklu, aby uwolnić trzymanego w niewoli ojca i zdjąć klątwę z ukochanego księcia Romualda (Kim Rossi Stuart), Księżniczka Fantaghiro (Alessandra Martines) staje do walki na śmierć i życie przeciw złej magii Czarnej Królowej (Brigitte Nielsen). 

## Fabuła
Romualdo i Fantaghiro, którzy zakochali się w sobie w poprzedniej części, przygotowują się do ślubu – nieświadomi, że tymczasem potężna czarownica dowiaduje się o tym i postanawia zniszczyć ich miłość. Przygotowania przerywa wiadomość, że ojciec panny młodej (Mario Adorf) został porwany do dalekiego królestwa mroku. Para decyduje się odłożyć ślub, a Romualdo i jego drużyna: Ivaldo (Tomáš Valík) i Cataldo (Stefano Davanzati) wyruszają w poszukiwaniu ojca księżniczki.
W lesie spotyka się z Królową Elfów (Anna Geislerová), która zmusza ich do poddania się serii testów, aby upewnić się, że ich intencje są czyste. Romualdo przechodzi je i kontynuuje marsz, dochodząc do wrogiego królestwa, gdzie jednak wpada w pułapkę zastawioną przez jego złą i lubieżną władczynię, Czarną Królową, która przybiera postać Fantaghiro. Czarownica całuje Romualdo, który pada ofiarą jej magii i wpada w jej ręce, wkrótce zostając jej kochankiem.
Tymczasem prawdziwa Fantaghiro ścięła włosy i postanowiła wyruszyć potajemnie sama na odsiecz ojcu. Spotyka bandytów, ale udaje się jej uciec. Kiedy dochodzi do obozu Romualdo, który jest opuszczony, uświadamia sobie, że Romualdo i jego armia zostali schwytani i uwięzieni. Następnie negocjuje z tajemniczym Czarnym Królem i zgadzają się żeby stoczyła ona pojedynek z najlepszym wojownikiem jego królestwa. Okazuje się nim być Romualdo, którego piękna wiedźma rozkochała w sobie z pomocą swych czarów i który nie pamięta już o Fantaghiro, którą dla swojej nowej ukochanej gotów jej zabić nawet gołymi rękami. 
Podczas pojedynku, dwoje młodych uczniów Czarnej Królowej, Błyskawica (Lenka Kubálková) i Grom (Jakub Zdeněk), buntują się przeciwko swej pani. Błyskawica podaje jej eliksir usypiający i uwalnia ludzi Romualdo, aby ci go powstrzymali zanim on zabije Fantaghiro. Cataldo i Ivaldo udaje się obezwładnić Romualdo, a Czarny Król okazuje się być porwanym ojcem Fantaghiro, tak samo pod wpływem jej magii. Jednakże wiedźma budzi się i przywołuje do siebie Romualdo, zmuszając Fantaghiro do powrotu. Dochodzi do konfrontacji między nimi, podczas której Fantaghiro udaje się podstępem pokonać i zgładzić złą rywalkę.
Romualdo jednak nie pamięta nic, łącznie z miłością jego życia i postanawia odejść. Fantaghiro, chcąc przypomniec Romualdowi wielką miłość, powtarza ich pierwsze spotkanie. Udaje się jej to, ale jednocześnie przywraca do życia na moment czarownicę, która zamienia Fantaghiro w ropuchę, zanim sama zostaje zniszczona przez Groma. Pocałunek Romualdo ratuje jego ukochaną, przywracając jej ludzką postać, po czym oboje razem wracają do pałacu.

## Obsada
- Alessandra Martines – Fantaghiro
- Kim Rossi Stuart – Romualdo
- Brigitte Nielsen – Czarna Królowa
- Mario Adorf – Król
- Tomáš Valík – Ivaldo
- Stefano Davanzati – Cataldo
- Anna Geislerová – Królowa Elfów
- Jakub Zdeněk – Grom
- Lenka Kubálková – Błyskawica
- Karel Roden – Złote Oko